# Cofactor

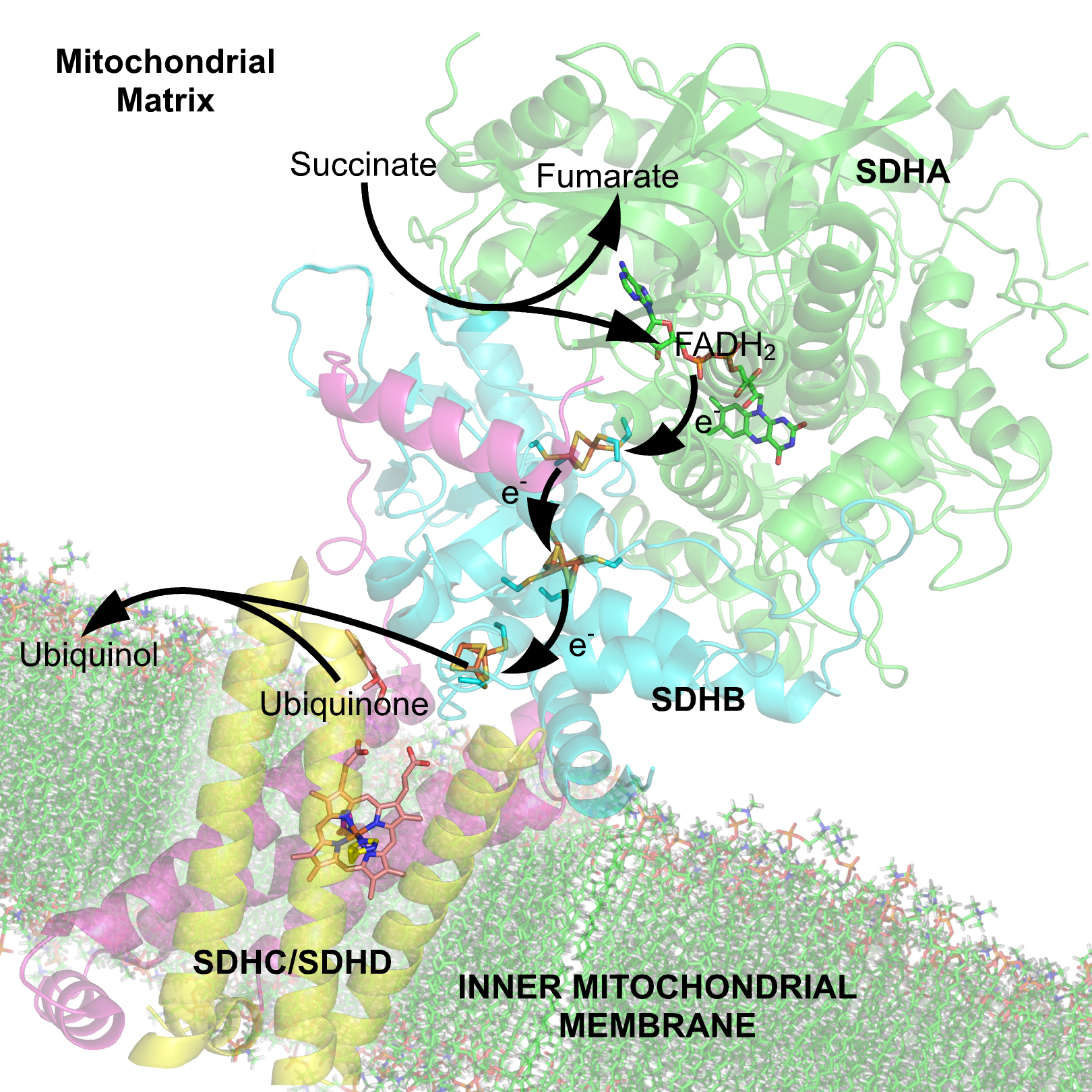
Complexul enzimatic al succinat-dehidrogenazei: sunt implicați câțiva cofactori, inclusiv flavinul, un centru fier-sulf și hemul.

În biochimie, un cofactor (adesea denumit cofactor enzimatic) este un compus chimic de natură neproteică sau ion metalic de care o anumită enzimă are nevoie pentru a fi activă. Cofactorii enzimatici pot fi considerați compuși ajutători care asistă transformările biochimice. Rata cu care aceste transformări au loc sunt caracterizate prin studii de cinetică enzimatică.

## Clasificare
Cofactorii pot fi de mai multe tipuri, de la ioni anorganici până la molecule organice complexe denumite coenzime. Coenzimele sunt majoritar derivate din vitamine și alți nutrienți organici esențiali, în cantități mici. O coenzimă care este legată covalent de enzimă se numește grupă prostetică. Cosubstratele sunt legate pentru o perioadă scurtă de proteină. Pe de altă parte, grupele prostetice sunt legate permanent de proteină. Ambele tipuri de cofactori au aceeași funcție, anume de a facilita desfășurarea reacției enzimatice. Enzima inactivă, fără cofactor, se numește apoenzimă, în timp ce tot complexul format din enzimă și cofactorul ei se numește holoenzimă.